# Licco Amar
Licco Amar (eredeti nevén David Liko Amar) (Budapest, 1891. december 4. – Freiburg im Breisgau, 1959. július 19.) Magyarországon született hegedűművész és -tanár. Hírnevét a kortárs zene népszerűsítésére Paul Hindemithtel alapított Amar-vonósnégyesnek köszönheti.

## Élete

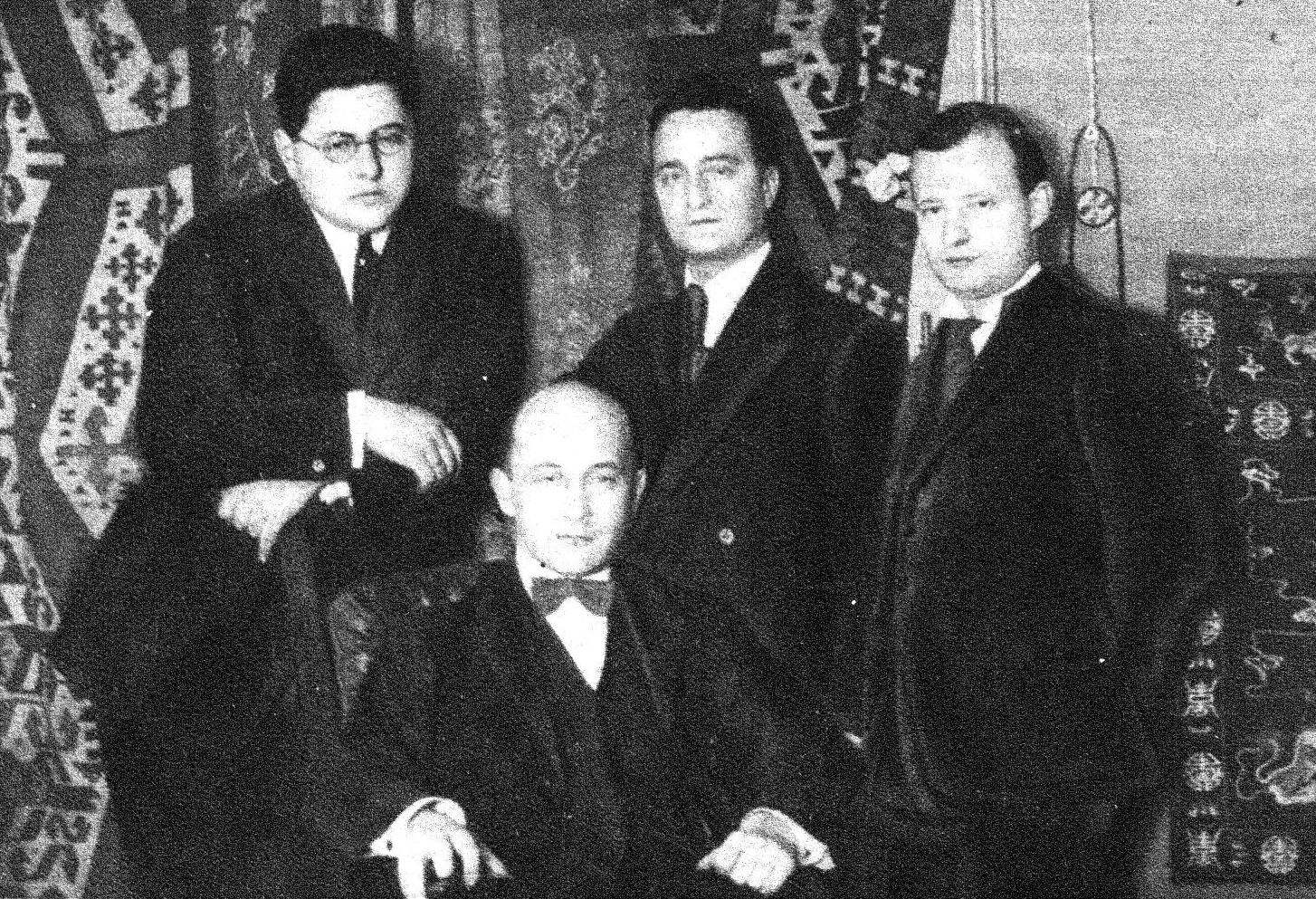
Az Amar-vonósnégyes 1922-ben. Licco Amar elöl ül, a jobb szélen Paul Hindemith

Édesapja a születésekor az Oszmán Birodalom részét képező Macedóniából származó zsidó kereskedő.
Amar a budapesti evangélikus gimnáziumban érettségizett, s 1909-ben a Nemzeti Zenedében Baré Emil tanítványa lett. 1911-ben berlinbe ment, ahol a Zeneművészeti Főiskolán Henri Marteaunál képezte tovább magát. A következő évben már mestere vonósnégyesében játszott. 1912-ben Mendelssohn-ösztöndíjat is kapott.
1916-tól a Berlini Filharmonikus Zenekar hangversenymestere. 1920-ban három évre a mannheimi Nemzeti Színház zenekarához szerződött.
1921-ben Hindemith-nek sürgősen szüksége volt egy vonósnégyesre a Donaueschingenben megrendezett kortárs zenei fesztiválján. Ekkor hívta meg az alkalmi együttes primáriusának az őt nem ismerő Amart. A hivatalosan csak a következő évben megalakult kvartett második hegedű szólamát Walter Caspar, a brácsáét Hindemith, a gordonkáét Paul testvére, Rudolf Hindemith játszotta. Az 1933-as feloszlásig csak a testvérek cserélődtek az együttesben. 1929 áprilisában Paul helyére Erich Kraak, Rudolféra Maurits Frank került. Fennállásuk alatt mindvégig a kortárs zene népszerűsítését tekintették feladatuknak.
Amar 1927-ben német állampolgárságot kapott. 1929-től Frankfurt am Mainban a Südwestdeutsche Rundfunk zenekarának szólóhegedűse volt. A náci hatalomátvétel után a zsidók visszaszorításáról szóló törvény következtében 1933. június 28-án elvesztette állását, a következő évben állampolgárságát is. Előbb Párizsba ment, majd a török zeneoktatás átszervezésére szóló meghívás eredményeképp 1935-ben Isztambulba. Itt a tanítás mellett koncertezett is. Hindemith-tel kormánytanácsadói szerződést kötött az oktatásreformmal kapcsolatos munkára. 1938-tól az ankarai állami konzervatórium hegedű és kamarazene szakain oktatott. Tanítványa volt többek között Suna Kan és Gülden Turalı. Létrehozott egy zenetanárképző intézetet is. A második világháború után már német–török együttműködésben szervezte a képzést.
1957 szeptemberében valósult meg régi álma: visszatérhetett Németországba. Újra megkapta a német állampolgárságot, s tanári álláshoz jutott a Freiburg im Breisgauban lévő zeneművészeti főiskolán. Itt rendszeresen koncertezett is, műsorán főként a neki oly kedves kortárs művek szerepeltek. Alig kétéves második németországi korszakát halála szakította félbe.